# Mireia Borrás
Mireia Borrás Pabón (ur. 14 października 1986 w Madrycie) – hiszpańska polityczka i ekonomistka, posłanka do Kongresu Deputowanych, deputowana do Parlamentu Europejskiego X kadencji.

## Życiorys
Absolwentka ekonomii i dziennikarstwa, uzyskała magisterium z finansów na Uniwersytecie Karola III w Madrycie. Pracowała jako konsultantka w hiszpańskim oddziale KPMG oraz w Ernst & Young w Londynie. Później zajęła się własną działalnością gospodarczą, prowadząc doradztwo przy projektach związanych z technologią i zrównoważonym rozwojem. Zaangażowała się w działalność polityczną w ramach prawicowej partii Vox. W latach 2019–2023 z jej ramienia sprawowała mandat posłanki do Kongresu Deputowanych XIV kadencji. W 2024 została wybrana w skład Parlamentu Europejskiego X kadencji.